# Gonocarpus hirtus
Gonocarpus hirtus är en slingeväxtart som beskrevs av Anthony Edward Orchard. Gonocarpus hirtus ingår i släktet Gonocarpus och familjen slingeväxter. Inga underarter finns listade i Catalogue of Life.